# Lahang Tengah
Lahang Tengah is een bestuurslaag in het regentschap Indragiri Hilir van de provincie Riau, Indonesië. Lahang Tengah telt 1209 inwoners (volkstelling 2010).